# هاني جابره
هاني جبره (Hani Gabra) عالم بريطاني من اصل مصري، اكتشف طريقة جديدة لتشخيص سرطان المبيض أثبتت صحتها بنسبة 100% وتتم بطريقة فحص نسبة البروتينات في الدم.